# Jurassic World
Pour les articles homonymes, voir Jurassic World (homonymie).
Série Jurassic Park
Jurassic Park 3
(2001) Jurassic World: Fallen Kingdom
(2018)
Pour plus de détails, voir Fiche technique et Distribution.
Jurassic World, ou Monde jurassique au Québec, est un film américain d'action aventure et de science-fiction réalisé par Colin Trevorrow, sorti en 2015. Quatrième film de la série cinématographique Jurassic Park, librement adaptée des romans Jurassic Park et Le Monde perdu du romancier et dessinateur  Michael Crichton, il est une suite directe du film Jurassic Park.
Le film débute alors que le milliardaire Simon Masrani a rendu possible le rêve de John Hammond : l'ouverture d'un gigantesque parc d'attractions centré sur l'exposition de dinosaures vivants, clonés à partir de leur ADN fossilisé dans l'ambre. Vingt-deux ans après l'ouverture de Jurassic Park, le « plus grand parc à thème jamais construit dans l'histoire humaine », les scientifiques sous l'autorité de Claire Dearing (Bryce Dallas Howard) tentent de trouver une nouvelle attraction digne de captiver les milliers de visiteurs arrivant chaque jour par bateau du Costa Rica. Deux spécimens femelles d'une nouvelle « espèce » de dinosaures : Indominus rex, hybride de plusieurs dinosaures (dont notamment le T-Rex et le raptor) créée par l'Homme, voient ainsi le jour. Mais après avoir tué et mangé sa jumelle, l'une de ces créatures s'échappe et sème la terreur dans le parc. Une gigantesque traque est alors menée par Vic Hoskins (Vincent D'Onofrio), responsable de la sécurité. Au même moment, Zach (Nick Robinson) et Gray (Ty Simpkins), les neveux de Claire envoyés sur l'île par leurs parents, bénéficient d'un laissez-passer pour profiter de toutes les attractions, mais se retrouvent sur la route du dangereux dinosaure. L'espoir de mettre fin à la menace reptilienne repose alors sur Owen Grady (Chris Pratt), dompteur d'un groupe de vélociraptors.
Le film est globalement bien accueilli par la critique aux États-Unis, mais suscite une polémique sur son exactitude scientifique moindre que les films précédents et sur son possible sexisme. Il reçoit des critiques plus partagées à sa sortie en France. Jurassic World obtient un grand succès commercial et bat plusieurs records au box office (atteignant la 3e place des plus gros succès du box-office mondial en 2015 puis la huitième place en 2022), relançant ainsi la mise en chantier de nouveaux films de la franchise Jurassic Park.

## Synopsis

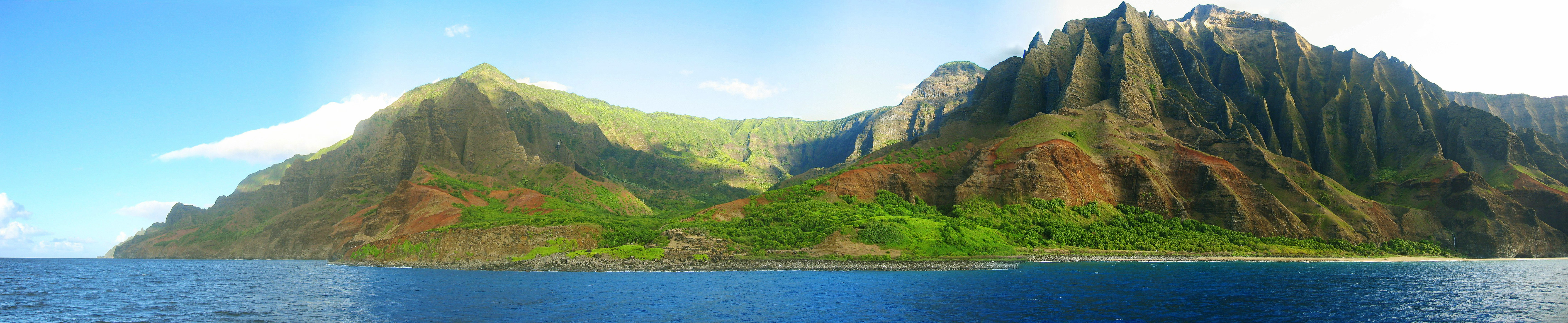
L'île de Kauai, lieu de tournage de la saga Jurassic Park.

Deux décennies après les événements de Jurassic Park, Isla Nublar, au large du Costa Rica, a été réaménagée pour accueillir un nouveau parc d'attractions entièrement fonctionnel et sécurisé. Sous les ordres du milliardaire indien Simon Masrani, héritier spirituel de John Hammond, Claire Dearing supervise l'ensemble des opérations de Jurassic World qui accueille chaque jour des milliers de visiteurs venus par bateau.
Pour satisfaire un public blasé des dinosaures clonés grâce aux techniques d'extraction d'ADN, les généticiens du parc, sous la direction du Dr Henry Wu, ont créé deux spécimens femelles d'une nouvelle « espèce », dépassant les limites du possible. Plus grand, plus rapide, plus intelligent et plus féroce que le Tyrannosaure vieillissant du parc original, combinant les caractéristiques de plusieurs espèces animales, Indominus rex est le premier dinosaure conçu par l'Homme.
Le temps d'un week-end, Claire accueille Zach et Gray, les enfants de sa sœur en instance de divorce. Véritable bourreau de travail, la jeune femme n'a pas le temps de s'occuper d'eux pour la journée et les confie à son assistante, Zara Young. Les garçons arrivent à semer cette dernière pour profiter des attractions grâce à un laissez-passer.
Au même moment, Masrani débarque sur l'île pour surveiller les progrès de son parc. Il demande à jeter un coup d'œil sur la nouvelle espèce de dinosaures génétiquement modifiés. Claire l'emmène dans une zone au nord de l'île où les deux spécimens ont été confinés dans un enclos éloigné du parc, à l'écart du public et des autres dinosaures. Après qu'ils sont arrivés devant l'enceinte, Claire laisse entendre à Masrani que la créature ne manque pas d'intelligence et qu'elle peut détecter les radiations thermiques. Masrani s'étonnant de ne voir qu'un seul des deux individus, Claire lui révèle que la femelle dans l'enclos a tué et dévoré sa « sœur ». Masrani demande alors à Claire d'obtenir l'avis d'Owen Grady sur la sécurité de la clôture. Mais cet ancien de la Navy, ex-flirt de Claire, devenu expert en vélociraptors, est réticent à l'idée de voir un animal dangereux, élevé en isolement complet et au comportement imprévisible, évoluer dans Jurassic World,,,,.
En se camouflant et en dissimulant la température de son corps, après avoir griffé la muraille pour faire croire à une évasion, la créature laisse Owen et les gardiens pénétrer dans l'enclos. Elle parvient à s'échapper par surprise, tuant au passage les deux hommes qui avaient accompagné Owen dans l'enceinte. Ce dernier échappe à la bête en se réfugiant sous un véhicule et en s'arrosant d'essence pour tromper l'odorat du prédateur.
Claire demande au personnel de conserver son sang-froid et fait fermer les attractions au nord. Le personnel tente de localiser l'Indominus grâce à son implant GPS, dont le signal finit par s'immobiliser dans une forêt proche de l'enclos. Une équipe est envoyée à l'endroit indiqué pour capturer vivant l'animal, Masrani refusant de le tuer car beaucoup trop coûteux pour le parc (plusieurs millions de dollars). Mais, à la surprise générale, ladite équipe tombe sur un morceau de chair contenant l'implant, sans son porteur. La créature l'a délibérément arraché avant d'aller se camoufler entre les arbres juste à côté, prête à « accueillir » d'éventuels poursuivants. La quasi-totalité de l'équipe est ensuite tuée par le monstre qui ne tarde pas à surgir de sa cachette.
Pendant ce temps, Zach et Gray, les neveux de Claire, circulent à bord d'une gyrosphère dans la vallée des herbivores. Ils s'aventurent ensuite dans une ancienne jungle, maintenant zone interdite. Un petit groupe d'ankylosaures s'y trouve. Ils s'amusent à les compter mais s'aperçoivent qu'ils ne sont pas les seuls à profiter du spectacle : l'lndominus a également pénétré dans la zone et s'en prend au troupeau. Un bref combat opposant un des ankylosaures à l'Indominus se déroule sous les yeux des garçons. Le prédateur en sort indemne et victorieux, ayant égorgé son adversaire après l'avoir retourné sur le dos. La créature s'intéresse ensuite à la gyrosphère  où à l'intérieur elle repère les garçons, et tente de la briser. Ils parviennent à s'en extraire, prennent la fuite mais l'Indominus s'en aperçoit. Une course-poursuite s'engage et prend fin au bord d'une falaise, près d'une cascade dans laquelle les garçons se jettent, échappant de justesse aux mâchoires du monstre hybride. Ne sachant pas nager, l'Indominus n'a d'autre choix que de faire demi-tour.

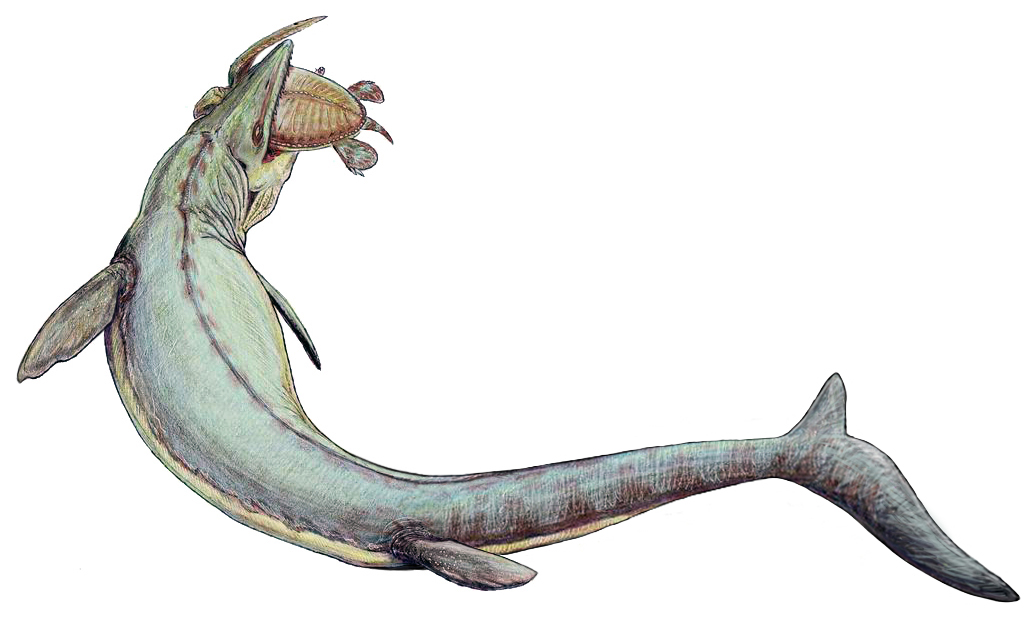
Reconstitution graphique d'un mosasaure.

Alors que Masrani prend les commandes de son hélicoptère pour survoler l'île et repérer l'Indominus, Owen et Claire se mettent à la recherche des garçons. Ils constatent avec horreur que la bête a fait un véritable carnage dans la vallée, tuant plusieurs dinosaures, comme les apatosaures, mais sans les dévorer, prouvant ainsi qu'elle tue par pur plaisir. Les garçons, débrouillards, parviennent à faire redémarrer une ancienne Jeep Wrangler, découverte dans les locaux abandonnés du Jurassic Park originel, et regagnent un poste avancé. Owen et Claire les manquent de peu et se retrouvent à leur tour pourchassés par l'Indominus. Ils sont heureusement sauvés grâce au survol de l'appareil de Masrani, qui repère le monstre et tente de l'abattre. Mais dans sa fuite l'Indominus brise le dôme de la volière, libérant les ptéranodons et les dimorphodons. Heurté par les reptiles volants, l'hélicoptère s'écrase, tuant Masrani.

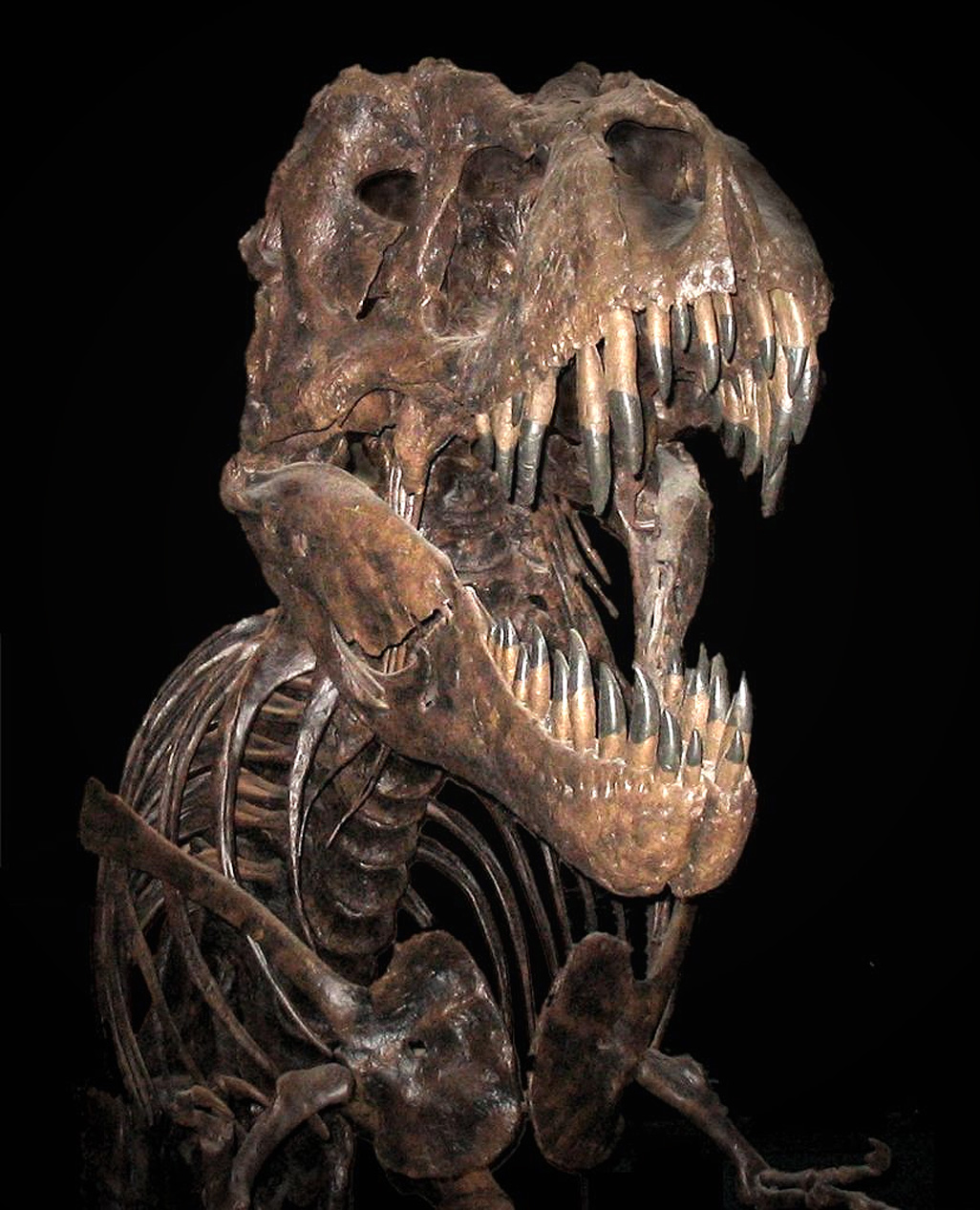
Crâne d'un spécimen de Tyrannosaurus.

Les volatiles évadés atteignent les installations principales du parc et y sèment le chaos. Zara, l'assistante, retrouve alors les garçons dans la foule paniquée, mais elle est capturée par un ptéranodon. Il la laisse tomber de plusieurs mètres, mais elle est récupérée par un second ptéranodon qui la lâche dans le lagon. Un troisième ptéranodon tente de la sortir de l'eau, mais tous deux sont happés par le Mosasaure, sous les yeux de Zach et de Gray. Claire et Owen retrouvent les enfants. Les visiteurs sont regroupés dans le centre et mis en quarantaine.
Vic Hoskins, responsable de la sécurité, prend alors en charge la suite des opérations. Il ne voit là qu'une occasion en or pour tester le matériel militaire d'InGen, et surtout utiliser les Vélociraptors comme armes de guerre. Owen et son collègue français, Barry, acceptent à contrecœur d'utiliser leur meute de raptors femelles domptés (Blue, Charlie, Delta et Echo) pour traquer l'Indominus. Mais alors que le groupe se retrouve face à la créature hybride, cette dernière révèle une aptitude à communiquer avec la meute d'Owen – due à ses gènes de raptor – et s'en sert pour dominer le quatuor. Les raptors reconnaissent le monstre comme Alpha et se retournent contre les humains. Les survivants sont contraints de battre en retraite et de regagner le parc. La raptor Charlie est tuée par un des hommes d'InGen.
Au même moment, le Dr Wu, de mèche avec Hoskins pour développer des projets militaires employant les dinosaures, fait évacuer les laboratoires et emporte ses travaux et des embryons congelés avec lui. Hoskins est tué par Delta, qui avait secrètement suivi Owen, Claire et ses neveux, sous les yeux de ces derniers. Les autres membres de la meute ne tardent pas à rejoindre Delta sur les lieux. Ils encerclent Owen et ses amis. Owen tente alors de regagner la confiance de sa meute. Il y parvient en apaisant Blue et en lui retirant son harnais. L'Indominus surgit devant le groupe à cet instant et ordonne aux raptors d'éliminer les humains. Confronté au refus de Blue d'obéir, qui s'exprime en lui rugissant après, il la projette contre un pilier, la laissant pour morte. Delta et Echo se rebellent à leur tour, et aidés d'Owen, attaquent la créature. Mais le combat se termine assez rapidement, car l'Indominus tue Delta en la lançant dans un grill où elle meurt brûlée et tue Echo en l'agrippant entre ses mâchoires pour la jeter au loin. La petite troupe est acculée par le monstre. Claire décide alors d'attirer le vieux Tyrannosaure hors de son enclos pendant qu'Owen et les garçons occupent l'Indominus. L'affrontement des deux titans détruit plusieurs bâtiments. Mais malgré la carrure du T-Rex, l'Indominus prend l'avantage sur son adversaire. Blue, qui a fini par reprendre connaissance, surgit au moment où la créature allait achever le T-Rex. Elle lui saute dessus pour faire diversion, permettant au T-Rex de se relever et de reprendre le combat, et unissent leur force pour terrasser la créature. Repoussé sur les bords du lagon, l'Indominus est finalement entraîné dans les profondeurs par le Mosasaure. Le T-rex et la raptor Blue, dernière survivante de la meute, partent chacun de leur côté.
Au lever du jour, les bateaux accostent l'île. Claire, Zach et Gray retrouvent leur famille. Owen et Claire entament une nouvelle relation. Après ces événements, qui renvoient directement au drame du premier parc, Jurassic World est désormais fermé jusqu'à nouvel ordre. Sur une hauteur dominant le parc, le tyrannosaure pousse un puissant rugissement.

## Fiche technique
Sauf indication contraire, les informations mentionnées dans cette section peuvent être confirmées par la base de données cinématographiques IMDb,  présente dans la section « Liens externes ».
- Titre original et français : Jurassic World
- Titre québécois : Monde jurassique[1]
- Réalisation : Colin Trevorrow
- Scénario : Derek Connolly, Rick Jaffa, Amanda Silver et Colin Trevorrow, d'après certains personnages créés par Michael Crichton
- Musique : Michael Giacchino
  - Orchestration : Susie Bench, Peter Boyer, Brad Dechter, Mark Gasbarro, Jeff Kryka, Norman Ludwin, Cameron Patrick, Tim Simonec et Chris Tilton
  - Montage musical : Paul Apelgren et Alex Levy
- Direction artistique : Page Buckner, Nick Crocco, Caty Maxey, Doug J. Meerdink, Christa Munro et David Scott
- Décors : Ronald R. Reiss et Ed Verreaux
- Costumes : April Ferry et Daniel Orlandi
- Maquillage : Vivian Baker
- Coiffure : Mary L. Mastro
- Photographie : John Schwartzman
- Son : Christopher Boyes, Pete Horner, Al Nelson, Jordan O'Neill, Gwendolyn Yates Whittle
- Montage : Kevin Stitt
- Production : Patrick Crowley et Frank Marshall
  - Production déléguée : Steven Spielberg et Thomas Tull
  - Production associée : Christopher Raimo
  - Coproduction : Trevor Waterson
- Sociétés de production :
  - États-Unis : The Kennedy/Marshall Company, présenté par Amblin Entertainment et Universal Pictures, en association avec Legendary Entertainment
  - Japon : en association avec Dentsu et Fuji Television Network
- Sociétés de distribution : Universal Pictures (États-Unis) ; Universal Pictures International (France, Belgique) ; Toho-Towa(Japon)
- Budget : 150 millions de $[7],[8]
- Pays de production :  États-Unis[9],[N 1].
- Langue originale : anglais
- Format : couleur − 35 mm − 2,00:1 (VistaVision / Panavision) − son Dolby Digital / Datasat / Dolby Surround 7.1 / SDDS / Auro 11.1 / DTS (DTS: X) / DTS
- Genre : action, aventure et science-fiction
- Durée : 124 minutes
- Dates de sortie[10] :
  - France, Belgique, Suisse romande : 10 juin 2015[11],[12],[13]
  - États-Unis, Québec : 12 juin 2015[1]
  - Japon : 5 août 2015 (sortie nationale) ; 22 avril 2016 (Okinawa International Movie Festival)
- Classification :
  - États-Unis : accord parental recommandé, film déconseillé aux moins de 13 ans (PG-13 - Parents Strongly Cautioned)[N 2]
  - France : tous publics avec avertissement lors de sa sortie en salles[14],[N 3],[N 4] et déconseillé aux moins de 10 ans à la télévision[15]
  - Belgique : potentiellement préjudiciable jusqu'à 12 ans (Mogelijk schadelijk voor kinderen onder de 12 jaar)[12],[16]
  - Suisse romande : interdit aux moins de 12 ans[17]
  - Québec : tous publics - déconseillé aux jeunes enfants (G - General Rating)[1]
  - Japon : tous publics - pas de restriction d'âge (Eirin - G)

## Distribution
- Chris Pratt (VF : David Krüger ; VQ : Philippe Martin) : Owen Grady[18]
- Bryce Dallas Howard (VF : Barbara Beretta ; VQ : Mélanie Laberge) : Claire Dearing[18]
- Irrfan Khan (VF : Asil Rais ; VQ : Manuel Tadros) : Simon Masrani[19]
- Vincent D'Onofrio (VF : Stefan Godin ; VQ : François Sasseville) : Vic Hoskins[20]
- Ty Simpkins (VF : Victor Biavan ; VQ : André Kasper) : Gray Mitchell[21]
- Nick Robinson (VF : Léonard Hamet ; VQ : Alexandre Bacon) : Zach Mitchell[21]
- Jake Johnson (VF : Stéphane Roux ; VQ : Frédéric Paquet) : Lowery Cruthers[22]
- Omar Sy (VF : lui-même ; VQ : Martin Desgagné) : Barry Sembène[23]
- B. D. Wong (VF : Daniel Lafourcade ; VQ : Renaud Paradis) : Dr Henry Wu[24]
- Judy Greer (VF : Anne Massoteau ; VQ : Julie Burroughs) : Karen Mitchell[25]
- Katie McGrath (VF : Élisa Bourreau) : Zara Young[26]
- Lauren Lapkus (VF : Maïa Michaud ; VQ : Manon Arsenault) : Vivian Krill[27]
- Brian Tee (VF : Alexandre Guansé) : Katashi Hamada[28]
- Andy Buckley (VF : Emmanuel Lemire) : Scott Mitchell
- Eric Edelstein (VF : Jérôme Wiggins) : Nick
- Colby Boothman-Shepard : Leon, le jeune dresseur
- Jimmy Fallon (VF : Laurent Morteau) : lui-même
- James DuMont : Hal Osterly, un businessman
- Jimmy Buffett : un touriste
- Colin Trevorrow : voix de Mr ADN
- Jack Horner : un employé près de l'enclos des Velociraptor

Source et légende : version française (VF) selon le carton du doublage français ; version québécoise (VQ) sur Doublage Québec.

Photos des acteurs principaux.
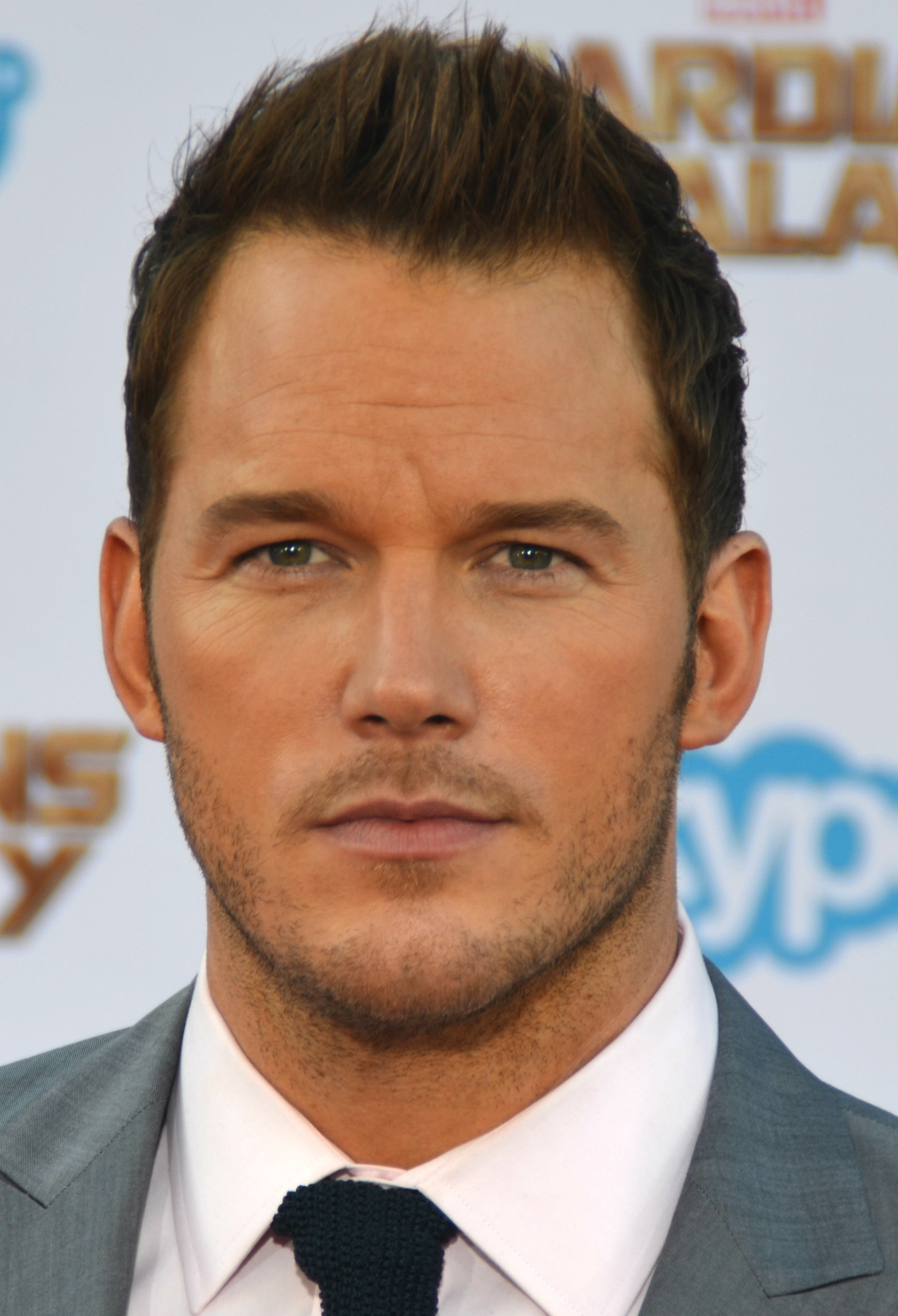
Chris Pratt en 2014.
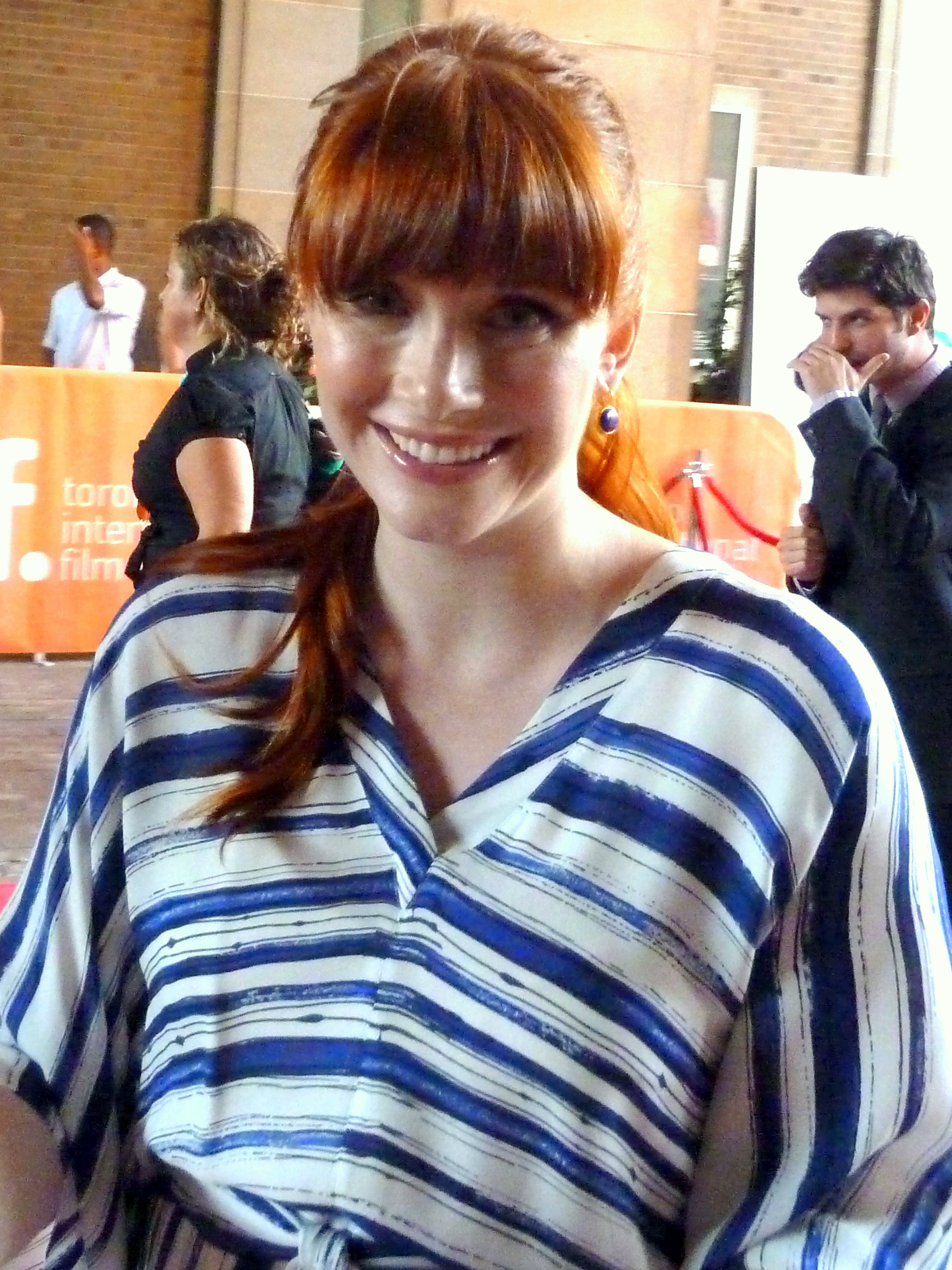
Bryce Dallas Howard en 2011.
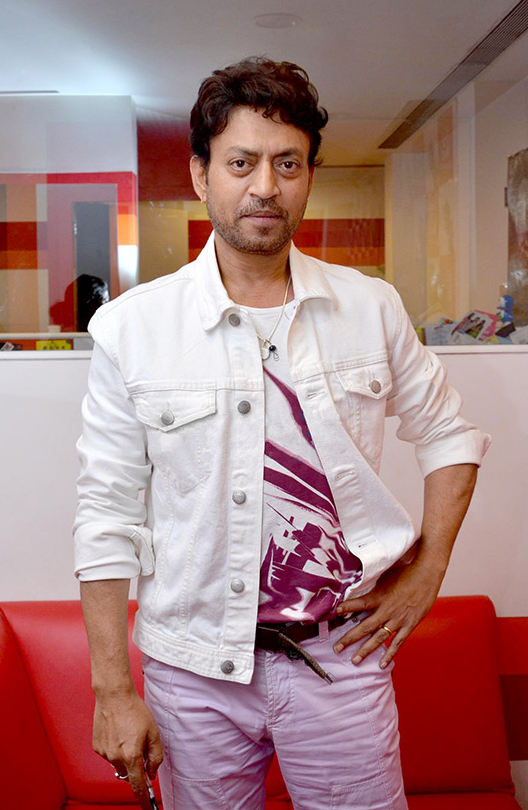
Irrfan Khan en 2015.
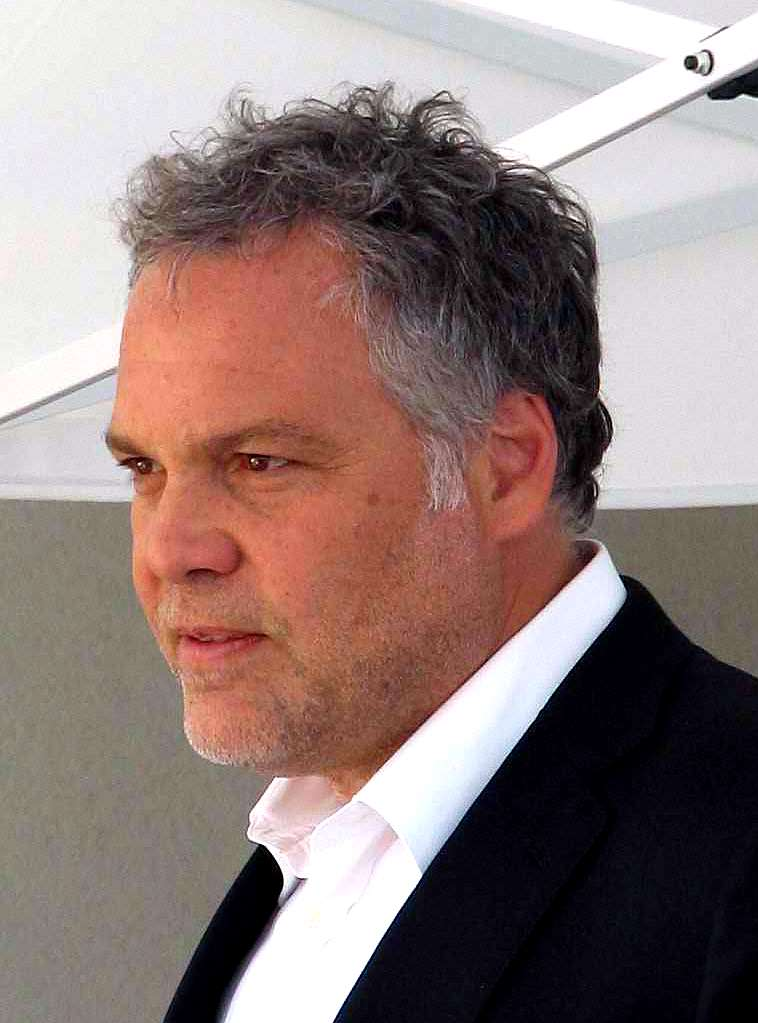
Vincent D'Onofrio en 2011.
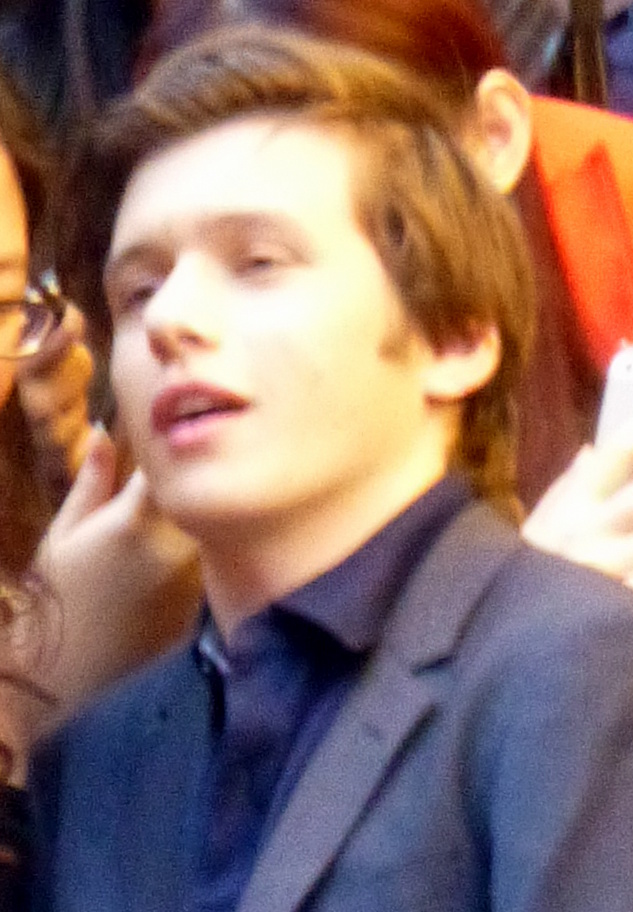
Nick Robinson en 2015.
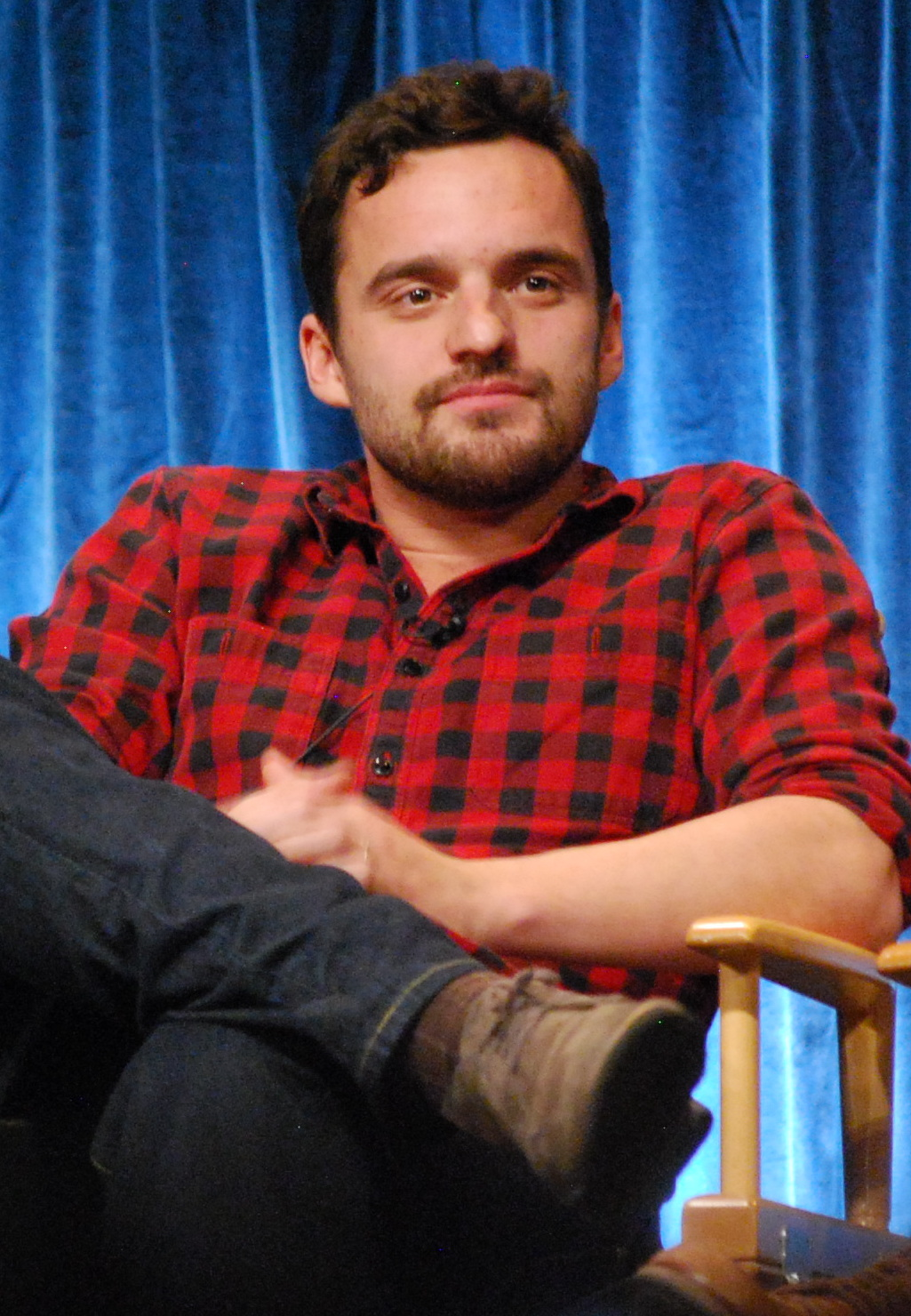
Jake Johnson en 2012.
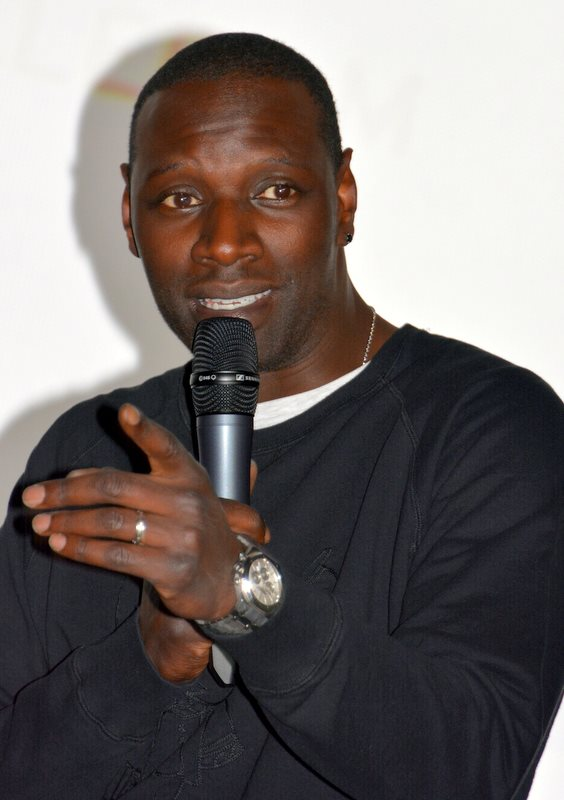
Omar Sy en 2014.
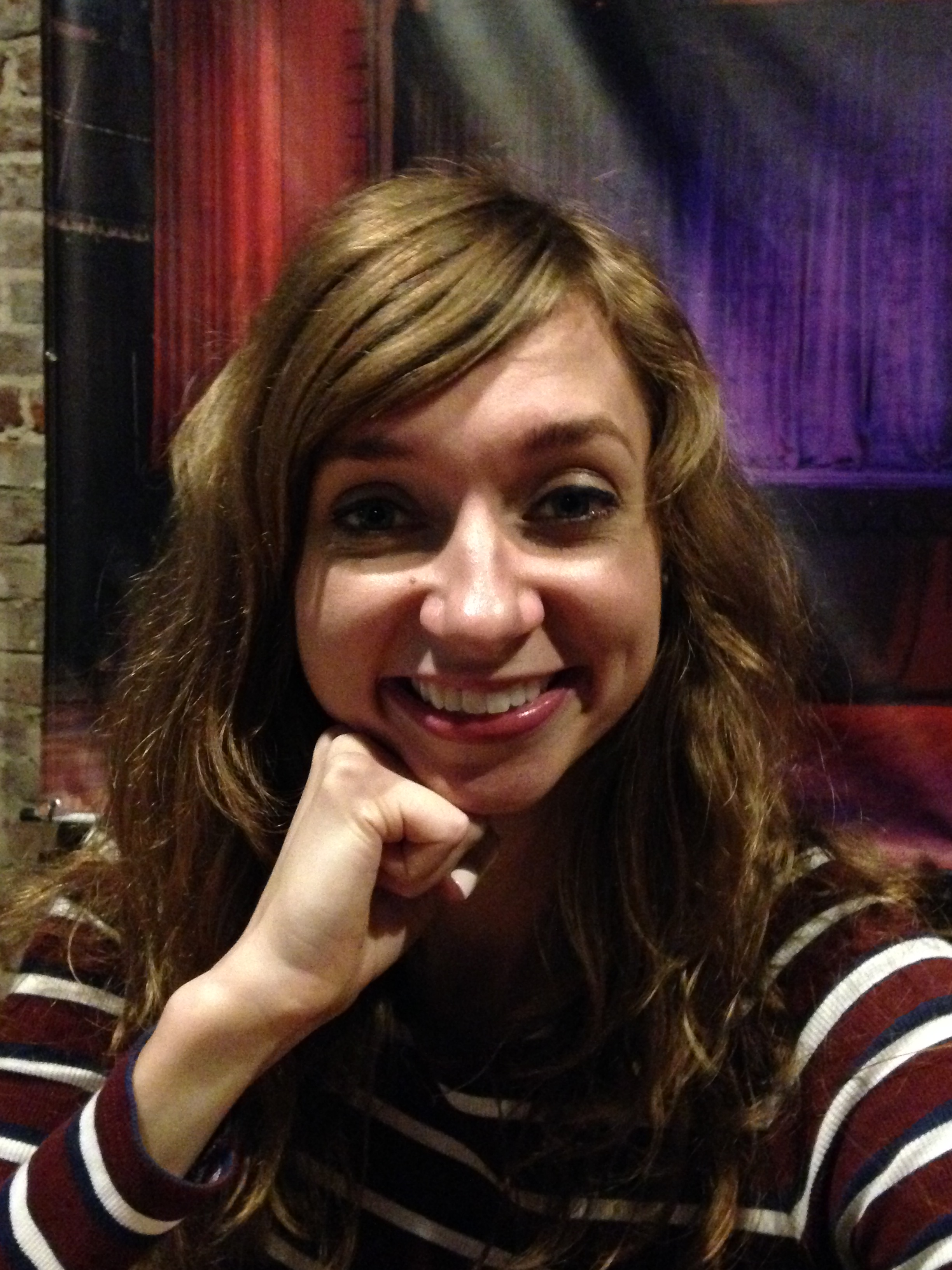
Lauren Lapkus en 2016.

## Production

### Genèse et développement
En juin 2002, Steven Spielberg déclare en interview qu'il envisage de produire un quatrième volet de la série Jurassic Park, qui serait réalisé par Joe Johnston, déjà réalisateur de Jurassic Park 3. Quelques mois plus tard, William Monahan est annoncé comme scénariste du projet. Une date de sortie est alors envisagée pour l'été 2005. En juillet 2003, William Monahan a terminé la première ébauche. L'acteur Sam Neill annonce ensuite qu'il reprendra son rôle d'Alan Grant et que le tournage devrait avoir lieu courant 2004 en Californie et à Hawaï. Cependant, en septembre 2004, John Sayles est chargé de réécrire le script ; la sortie est alors repoussée à l'hiver 2005.
En octobre 2004, le paléontologue Jack Horner annonce qu'il sera à nouveau conseiller pour le film. En avril 2005, le spécialiste des effets visuels Stan Winston déclare que le retard du film est dû aux nombreuses réécritures du script demandées par Steven Spielberg.
En juin 2008, Stan Winston décède des suites d'un cancer. Cinq mois plus tard, l'auteur Michael Crichton, auteur des romans originaux Jurassic Park et Le Monde perdu, est à son tour emporté par une longue maladie. La disparition de Winston et Crichton compromet sérieusement le projet d'un quatrième volet. Interviewée en décembre, la productrice Kathleen Kennedy déclare : « Quand Michael Crichton est décédé, j'ai senti que c'était peut-être terminé. C'est peut-être un signe que nous ne devrions pas le faire. »,
Un an plus tard, Joe Johnston évoque cependant la possibilité de relancer le projet avec un tout nouveau script, premier d'une nouvelle trilogie,. En 2011, lors du Comic Con' de San Diego, Steven Spielberg confirme que le projet progresse et qu'un script a été rédigé par Mark Protosevich. Spielberg envisage alors une sortie deux ou trois ans plus tard. En juin de la même année, les scénaristes de La Planète des singes : Les Origines, Rick Jaffa et Amanda Silver, sont engagés pour écrire un nouveau script.
En janvier 2013, Universal Pictures annonce officiellement une sortie pour le 13 juin 2014. Kathleen Kennedy annonce ensuite qu'elle ne produira pas le film, car elle se concentre sur Star Wars, épisode VII. En mars de la même année, Universal annonce avoir trouvé un réalisateur pour Jurassic Park 4 en présence de Colin Trevorrow. Le titre temporaire Jurassic Park 4 est alors renommé Jurassic World.
Colin Trevorrow indique que le film n'est pas un reboot ou un remake, et qu'il se déroule vingt-deux ans après le premier Jurassic Park, dans la réalité comme à l'écran.

### Élaboration de l'hybride de l’Indominus rex

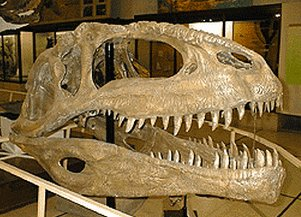
Crâne de Giganotosaurus.

En plus du retour des dinosaures stars de la série comme le Tyrannosaurus rex et le Velociraptor, le paléontologue Jack Horner annonce la présence d'un nouveau dinosaure si terrifiant « que vous aurez envie de laisser les lumières allumées après avoir vu le film »,.
Il s'agit d'un dinosaure fictif créé pour les besoins du scénario. À l'origine nommé Diabolus rex, l’Indominus rex est un hybride, le premier dinosaure entièrement créé par l'Homme pour augmenter le chiffre d’affaires du parc en lui fournissant une nouvelle attraction-phare. Symbole des dérives dans le domaine de la génétique, ce monstre représente « notre cupidité et notre désir de profit », déclare le réalisateur Colin Trevorrow. « Nous sommes entourés de merveilles, et pourtant nous en voulons toujours plus, et nous le voulons plus grand, plus rapide, plus fort, mieux. »
Indominus rex s'inspire des caractéristiques de plusieurs dinosaures réels : Giganotosaurus, Carnotaurus sastrei, Majungasaurus et Rugops,. L'idée d'un prédateur capable d'adopter un camouflage pour se fondre dans son environnement est tirée du roman Le Monde perdu, la suite du roman Jurassic Park, dans lequel Carnotaurus utilise cette technique pour chasser la nuit.

### Attribution des rôles
Pour le rôle d'Owen Grady, les acteurs Josh Brolin, Idris Elba, Armie Hammer, Henry Cavill, Glenn Howerton, Jason Sudeikis, John Krasinski et Jason Statham sont pressentis dans un premier temps,. Le rôle revient finalement à Chris Pratt.
En octobre 2013, la présence de Nick Robinson est officialisée. Il rejoint alors Bryce Dallas Howard et Ty Simpkins. Début mars 2014, l'équipe du film annonce que Vincent D'Onofrio incarne le « méchant » du film. Peu après, la présence d'Omar Sy est confirmée,.

### Tournage

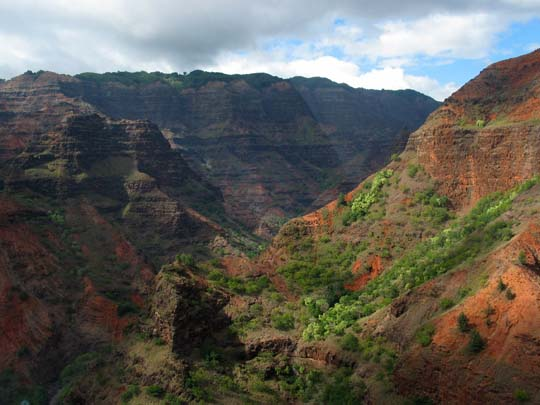
L'île de Kauai, l'un des lieux de tournage de Jurassic World.

Le tournage débute à Hawaï le 14 avril 2014,.
Dans une interview avec le magazine Empire, Trevorrow confirme que la production avait embauché Legacy Effects (anciennement Stan Winston Studios) pour créer des dinosaures animatroniques pour le film, comme dans les trois films précédents.
Début juin 2014, le tournage continue au parc d'attractions abandonné Six Flags New Orleans pour une durée de onze semaines. Le 30 juin 2014, le tournage se déroule à l'aéroport international Louis Armstrong de La Nouvelle-Orléans, les acteurs Nick Robinson, Ty Simpkins, et Judy Greer y sont présents. Le 5 août 2014, Colin Trevorrow annonce sur Twitter que le tournage est terminé.

### Musique
Albums de Michael Giacchino
Tomorrowland: Original Motion Picture Soundtrack
(2015) Vice Versa
(2015)
Bandes originales de Jurassic Park
Jurassic Park 3
(2001) Jurassic World: Fallen Kingdom
(2018)
La musique du film est composée par Michael Giacchino, qui a déjà signé la musique des jeux vidéo Warpath: Jurassic Park et Le Monde perdu : Jurassic Park, et reprend quelques-uns des thèmes composés par John Williams pour les deux premiers volets de la saga, réalisés par Steven Spielberg. L'album de la bande originale est sorti le 9 juin 2015 en CD et téléchargement.
| 1.    | Bury the Hatchling              | 1:56  |
| 2.    | The Family That Strays Together | 1:00  |
| 3.    | Welcome to Jurassic World       | 2:08  |
| 4.    | As the Jurassic World Turns     | 5:30  |
| 5.    | Clearly His First Rodeo         | 3:28  |
| 6.    | Owen You Nothing                | 1:19  |
| 7.    | Indominus Wrecks                | 6:11  |
| 8.    | Gyrosphere of Influence         | 3:14  |
| 9.    | Pavane for a Dead Apatosaurus   | 4:44  |
| 10.   | Fits and Jumpstarts             | 1:31  |
| 11.   | The Dimorphodon Shuffle         | 2:13  |
| 12.   | Love in the Time of Pterosauria | 4:30  |
| 13.   | Chasing the Dragons             | 2:54  |
| 14.   | Raptor Your Heart Out           | 3:50  |
| 15.   | Costa Rican Standoff            | 4:37  |
| 16.   | Our Rex is Bigger Than Yours    | 2:41  |
| 17.   | Growl and Make Up               | 1:16  |
| 18.   | Nine to Survival Job            | 2:33  |
| 19.   | The Park is Closed              | 1:38  |
| 20.   | Jurassic World Suite            | 12:53 |
| 21.   | It's a Small Jurassic World     | 1:43  |
| 22.   | The Hammond Lab Overture        | 1:07  |
| 23.   | The Brockway Monorail           | 1:45  |
| 24.   | Sunrise O'Er Jurassic World     | 2:06  |
| 76:47 |                                 |       |

Musique additionnelle :
- Have Yourself A Merry Little Christmas de Tony Bennett
- The Jimmy Fallon Serenade de Mick Giacchino
- The Ever Elusive Future de Jimmy Buffett

## Accueil

### Promotion
Les premières photos sont dévoilées au printemps 2014. Le réalisateur revient sur les rumeurs publiées sur Internet sitôt le tournage commencé, une situation qui a été « déprimante pour toute l'équipe, non pas parce qu'on voulait cacher des informations aux fans, mais parce qu'on espérait faire un film plein de surprises ».
Deux sites viraux, l'un pour présenter l'histoire de la nouvelle société exploitant le parc et l'autre sur le thème du parc Jurassic World, ont été lancés le 17 novembre 2014. La première bande-annonce du film était prévue pour le 27 novembre 2014 mais sortit finalement 25 novembre.
L'avant-première européenne s'est déroulée à Paris le 29 mai 2015, au cinéma UGC Normandie, en présence du réalisateur Colin Trevorrow et des acteurs Chris Pratt, Bryce Dallas Howard et Omar Sy. La soirée a été retransmise en direct sur la page YouTube du distributeur Universal Pictures. Universal a dépensé un total de 34,9 millions de dollars afin de promouvoir le film à la télévision.

### Accueil critique

#### Aux États-Unis
Le film reçoit un assez bon accueil dans la presse américaine. Le site agrégateur de critiques britannique Rotten Tomatoes confère au film une note de 71 sur 100 basée sur 354 critiques de presse anglophones et résume : « Jurassic World n'égale pas l'original en termes d'inventivité pure et d'impact, mais fonctionne de sa propre manière en tant que thriller à pop corn divertissant et visuellement éblouissant ». Le site agrégateur de critiques Metacritic confère quant à lui au film une note moyenne de 59 sur 100 fondée sur 49 critiques de presse.

#### En France
L'embargo sur les critiques a été levé le 9 juin 2015[réf. nécessaire]. En France, le film reçoit un accueil correct mais partagé dans la presse : le site Allociné confère à Jurassic World une moyenne de 3 sur 5 sur la base de 30 titres de presse papier et numérique (dont un 5, sept 4, treize 3, sept 2 et un 1).
Les critiques les plus favorables voient dans Jurassic World une suite réussie qui parvient à renouveler la franchise lancée en 1994 par Jurassic Park. Pour le magazine de cinéma fantastique Mad Movies, Jurassic World est la meilleure des suites du premier film, utilisant l'humour pour rajeunir la formule qui avait plu dans Jurassic Park. Le quotidien gratuit Métro estime que « le retour de la monstrueuse franchise est bel et bien gagnant » grâce à son parti pris de faire avancer dans le temps l'univers du premier film, à son héros qui lui rappelle Indiana Jones, à ses effets spéciaux qui « poussent les curseurs » et au fait qu'il en appelle à la nostalgie des spectateurs en « [rassemblant] tous les ingrédients des grands films d’aventure des années 80 et 90 ». La revue de cinéma Positif juge le début du film « un peu laborieux » mais estime qu'ensuite « le scénario astucieux enchaîne les péripéties » et trouve que le film adopte « l'esprit série B des films de dinosaure des années 60 ».
D'autres critiques moins convaincus jugent le scénario trop standardisé ou peu inventif. FilmsActu déplore que Jurassic World calque sa structure sur celle de Jurassic Park, voulant davantage plaire aux fans que développer sa propre mythologie. Le magazine ÉcranLarge rejoint ce point de vue mais salue le travail de ILM. Dans le magazine de cinéma fantastique Mad Movies, Alexandre Poncet juge le résultat « bordélique et inoffensif » mais apprécie un discours pertinent sur la surenchère technologique. Dans TF1 News, Romain Le Vern estime qu'« on ne retrouve pas la novation de Jurassic Park » et que les spectateurs devront « se contenter d'un divertissement respectant son cahier des charges, récusant l'esprit de sérieux, défiant la vraisemblance ». Dans l'hebdomadaire culturel Télérama, Cécile Mury donne au film la note de 3 sur 5 apprécie le fait que « les effets spéciaux (et la 3D lors de la sortie en salle) nous précipitent littéralement dans la gueule des monstres » mais regrette le « Peu d'innovation (...) dans un scénario presque calqué sur le premier Jurassic Park ». Dans L'Express, Christophe Carrière conclut : « il y a le savoir-faire hollywoodien en matière de blockbusters sans intérêt mais distrayant ».
Pour les critiques les plus défavorables au film, les effets spéciaux ne suffisent pas à compenser les faiblesses du scénario pour donner un intérêt au film, qui souffre alors de la comparaison avec le premier Jurassic Park. « Effrayant mais sans grande inspiration », regrette Clément Ghys dans le quotidien Libération. Selon lui, « Jurassic World frappe par son classicisme, son attachement à dérouler un récit qui répond à tous les codes possibles du film catastrophe à l’ancienne, sans recul », y compris dans le portrait de l'héroïne bourgeoise et coincée « soudain plus sensuelle » une fois couverte de boue. Et de noter que « Paradoxalement, alors que la technologie a considérablement progressé (...) toute l’inventivité s’y perd » et que la patte de Spielberg a été « très édulcorée ». Même incapacité à se hisser à la hauteur de Spielberg selon Stéphane Dreyfus dans La Croix : « Les ressorts scénaristiques sont les mêmes que dans Jurassic Park premier du nom (science sans conscience…) mais sans l’art consommé de Steven Spielberg (...) de trousser des scènes aussi haletantes qu’inventives ». Il regrette en outre que « Les personnages [soient] réduits à l’état de chulos, ces toreros à pied qui excitent la bête puis courent se mettre à l’abri, accompagnant leurs activités sportives de quelques mots de Cambronne ». Dans le quotidien Le Monde, Thomas Sotinel estime que le film « a le degré d'inventivité d'un jeu vidéo bon marché » et regrette que « la poésie ambiguë de la rencontre entre la bête et l'homme, qui faisait toute la saveur de "Jurassic Park", [ait] tout simplement disparu ».
Certains critiques ne sont même pas convaincus par les effets spéciaux. Dans le magazine de cinéma Écran large, Simon Riaux donne au film deux étoiles sur cinq et n'est convaincu ni par les effets spéciaux ni par l'histoire : il juge que « Jurassic World est le film aux effets les plus ratés de la saga » car Industrial Light & Magic n'a pas retenu l'expérience acquise sur les précédents films avec l'emploi des animatroniques et a opté pour des dinosaures purement numériques, « sortes de chewing gum rugissants incapables de procurer le moindre frisson ». Le scénario lui semble également un échec : selon lui, Colin Trevorrow joue en permanence sur la nostalgie du premier film mais n'en a pas compris l'esprit et s'avère incapable de mettre en place émerveillement ou suspense, à cause notamment du personnage principal : « Comment croire à une menace mortelle quand nous évoluons aux côtés d’un blagueur capable de contrôler les Raptors, l’espèce la plus dangereuse qui soit ? ». Le fait que les victimes des dinosaures soient presque toutes des figurants anonymes et que le cataclysme annoncé n'arrive finalement pas le déçoit également, car « Jurassic World n’assume pas non plus sa dimension Z ». Dans Le Point, Olivier Pérou juge que le film a « un très mauvais goût de réchauffé » et « dépasse les frontières de l'invraisemblable ». Écran large et Le Point rapprochent le dénouement de Jurassic World des péripéties de nanars comme Mega Shark vs. Giant Octopus.

#### En Belgique
Pour L'Avenir, « Jurassic World reste avant tout un divertissement au premier degré inoffensif, avec ses scènes d’action attendues (très bien emballées, du reste) et un casting à l’alchimie évidente ». Chris Pratt est jugé particulièrement convaincant. Le critique apprécie également les piques contre la société consumériste américaine qui parsèment le scénario.
Dans La Libre Belgique, Fernand Denis reproche au film son scénario entièrement calqué sur Jurassic Park dont il n'est qu'une « poussive copie carbone » qui « frise très souvent la comédie involontaire ». Il conspue enfin la cupidité du projet : « le seul dessein de Jurassic World est de refaire passer les fans à la caisse, avec un supplément 3D totalement superflu ».

#### En Suisse
En Suisse, le film reçoit un accueil très mitigé dans la presse francophone. Parmi les meilleures critiques, Arcinfo estime que « le divertissement se montre à la hauteur ». Pour le critique du Nouvelliste, ce quatrième volet a « un petit goût de déjà vu ». Pour Le Temps, la comparaison implicite que le film opère entre les problèmes des gérants du parc d'attractions et ceux des concepteurs de blockbusters (à savoir, la surenchère pour attirer un public blasé) relève de la « mise en abyme mariolle ». Dans La Liberté, Pascal Bertschy dénonce la piètre qualité du film et la baisse de qualité des scénarios des grosses productions hollywoodiennes en général. Dans une critique très défavorable, La Tribune de Genève estime que ce quatrième volet de la série est « un produit cloné qui déçoit ». Il estime le scénario « vraiment trop léger » qui ne fait que reprendre celui de Jurassic Park, le film « plutôt pauvre visuellement malgré la volonté technique présidant à sa fabrication » et trouve que les comédiens « gesticulent comme des pantins sans âme ni substance ».

#### Controverse sur le sexisme du film
Lors de la sortie du film en salles, plusieurs critiques lui reprochent de faire preuve de sexisme, en particulier dans le traitement du personnage de Claire Dearing, la PDG du parc d'attraction. En avril 2015, en réponse à un message d'un fan commentant le premier clip promotionnel du film sur le compte Twitter sur site The Mary Sue, le scénariste et réalisateur américain Joss Whedon, connu pour son engagement féministe, reproche au clip d'être « sexiste à la façon des années 1970 (...) Elle est coincée, lui c'est une force de la nature. Vraiment ? Encore ? ». Whedon indique par la suite avoir regretté ce tweet, de peur de donner l'impression de critiquer le travail d'un collègue, mais maintient avoir été « choqué » par le clip promotionnel. Dans un entretien accordé au site italien Bad Taste,, le réalisateur Colin Trevorrow reconnaît qu'il n'est « pas totalement en désaccord » avec l'avis de Whedon et se demande pourquoi Universal a choisi ce clip en particulier, qui ne montre « qu'une scène isolée dans un film qui a sa logique interne. Les personnages commencent en tant qu'archétypes, en tant que stéréotypes qui sont déconstruits à mesure que l'histoire progresse ». Il affirme cependant que le film dans son ensemble n'est pas sexiste et souligne l'importance du personnage de Claire Dearing dans l'intrigue.
Une fois le film sorti en salles, Catherine Shoard s'interroge sur son éventuel sexisme dans un article du journal britannique The Guardian. Elle remarque que Claire Dearing « se cache généralement derrière un homme en cas de danger » mais prend la tête en quelques occasions de façon impressionnante, tout en notant que le personnage porte des talons de dix bons centimètres pendant tout le film. Les personnages les plus victimes de sexisme dans le film lui paraissent être Karen, la sœur de Claire, qui ne fait que s'inquiéter et se lamenter au sujet de ses enfants, et Zara, la garde d'enfants incompétente qui reste vissée à son téléphone. Elle remarque cependant que le film insiste régulièrement sur le fait que les dinosaures du parc sont des femelles. Dans le New York Times, Manohla Dargis, qui signe une critique par ailleurs défavorable, estime que le personnage de Claire est bel et bien aussi mal conçu que Joss Whedon le craignait à la vue du clip promotionnel. Il mentionne la scène dans laquelle Claire court dans la jungle en talons aiguilles poursuivie par un dinosaure, mais estime que même cette scène caricaturale « n'est de loin pas aussi insultante que le reste de son personnage », car : « Elle passe le plus clair de son temps à comploter et à crier, jusqu'à ce qu'Owen la fasse fondre comme un glaçon sur un gril ». Dans The Daily Dot, Anne Thériault estime elle aussi que c'est bien le personnage dans son ensemble et non pas simplement la scène de la course en talons aiguilles qui pose problème ; elle remarque que les personnages féminins caricaturaux sont de moins en moins tolérés par le public et dresse une comparaison entre Mad Max: Fury Road, film à succès sorti la même année et remarqué pour ses personnages féminins forts, et Jurassic World au détriment du second. Dans The Daily Beast, Marlow Stern est tout aussi peu convaincu et qualifie le film de « gâchis énorme, bête et sexiste », relatant « "l'évolution" d'une femme qui, de chef de corporation froide et égoïste, devient une épouse et une mère attentionnée ».
Dans un article du journal américain The Los Angeles Times, Meredith Woerner synthétise les critiques adressées au film sur ce sujet. Elle remarque en outre que la campagne promotionnelle du film a largement mis l'accent sur le personnage incarné par Chris Pratt alors même que Claire Dearing est l'autre personnage principal du film.

#### Critiques sur l'exactitude scientifique du film

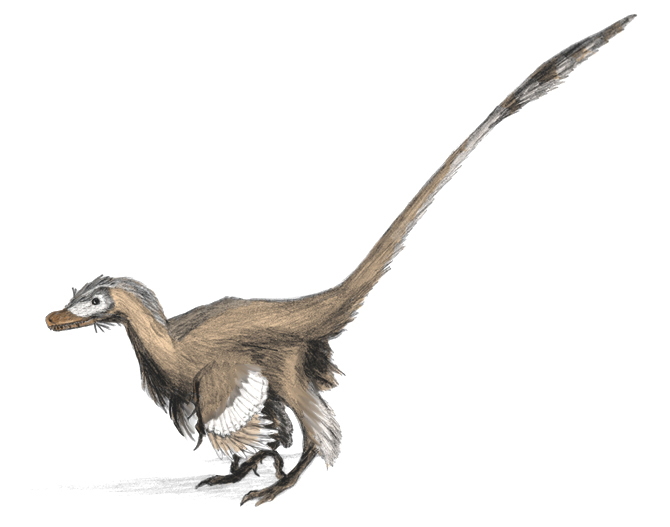
Vue d'artiste de Velociraptor mongoliensis avec ses plumes. Beaucoup de fictions antérieures et parfois postérieures à la découverte de l'existence de plumes le représentent sans plumes.

Les connaissances scientifiques sur les dinosaures ont progressé depuis la sortie du premier Jurassic Park en 1993 et il a été prouvé que plusieurs espèces de dinosaures portaient des plumes de tout genre, de toute taille et de toutes les formes. Cependant, tôt dans la conception du film, en mars 2013, Colin Trevorrow indique sur Twitter que les dinosaures du film n'auront pas de plumes. Plusieurs paléontologues et spécialistes des dinosaures s'en émeuvent. Le blog Phenomena, hébergé par la revue National Geographic, reproche au film de ne plus être à la hauteur de ce qu'avait réussi à faire le premier Jurassic Park qui avait largement contribué à rapprocher l'imaginaire collectif sur les dinosaures de l'état des recherches à leur sujet à l'époque, en les montrant comme des créatures à sang chaud rapides et habiles ; l'auteur remarque que des dinosaures à plumes bien conçus ne seraient en rien moins effrayants que les dinosaures sans plumes des films plus anciens. Le paléontologue Mark Witton déclare sur son blog que « Jurassic Park 4 va manquer une chance incroyable de faire connaître les conceptions modernes de la paléobiologie des dinosaures auprès d'un large public ». Dans un article de la revue National Geographic en novembre 2014, peu après la première bande-annonce du film, le paléontologue Thomas R. Holtz, de l'université du Maryland aux États-Unis, déclare : « Oui, nous savons que ce n'est qu'un film. Mais Jurassic Park a un cachet supplémentaire dû au fait qu'il emprunte à la science, qui est très différent de Land of the Lost ou Godzilla. Les films d'origine ont apporté les connaissances scientifiques des années 1980 aux spectateurs des années 1990. Et le dernier en date a l'air d'apporter les connaissances scientifiques des années 1980 aux spectateurs des années 2010 ».
Plusieurs aspects du film ont été critiqués par les spécialistes des dinosaures. Les paléontologues désapprouvent la taille exagérée du mosasaure ainsi que le jabot qu'il porte et dont l'existence avait été réfutée depuis une dizaine d'années ; Holtz remarque cependant la représentation exacte de ses dents, détail encore rare même dans les documentaires. Certaines erreurs présentes dans Jurassic World étaient déjà présentes dans Jurassic Park. L'insecte montré pris dans l'ambre et présenté comme un moustique est en réalité une tipule, un diptère qui ne pique pas et ne peut donc pas contenir de sang de dinosaure. Les vélociraptors du film sont représentés trop grands (tout comme l'étaient ceux du premier Jurassic Park) et la posture dans laquelle ils tiennent leurs pattes antérieures correspond à un état obsolète des connaissances scientifiques. Les pouces opposables de l'Indominus Rex sont une impossibilité pour un dinosaure puisqu'ils sont spécifiques aux primates. Le paléontologue Darran Naish, de l'Université de Southampton, regrette dans le journal britannique The Daily Mail : « Maintenant, Jurassic World n'est plus qu'un stupide film de monstres ».
Le réalisateur Colin Trevorrow a répondu à ces critiques en déclarant que Jurassic World était « scientifiquement inexact » parce qu’il s'agissait d'un « film de science-fiction, pas [d'] un documentaire ». Une page du site Internet fictionnel du parc d'attractions Jurassic World destiné à présenter les lieux et personnages du film aux spectateurs inclut l’avis fictif d'un expert regrettant que l'utilisation d'ADN d'amphibiens ait empêché les dinosaures de développer des plumes, ce qui est une façon détournée de prévenir la critique en faisant allusion aux manipulations génétiques déjà présentes dans l'histoire du premier Jurassic Park. Dans le film, le généticien d'InGen, Henry Wu, insiste sur le fait que les dinosaures du parc ne sont pas des reproductions scientifiquement exactes des dinosaures réels, mais ont été modifiés afin d'avoir l'air « plus cools » pour attirer plus de public.

### Box-office
Jurassic World réalise le meilleur démarrage de l'histoire du cinéma avec 524,4 millions de dollars de recettes à travers le monde pour son premier week-end. Le film bat également le record du meilleur démarrage en Amérique du Nord avec 208,8 millions de dollars de recettes. À noter que ces deux records ont été battus durant la même année par Star Wars, épisode VII : Le Réveil de la Force, en décembre 2015.
Jurassic World est le film ayant dépassé le plus vite le milliard de dollars de recettes au box-office mondial, en seulement 13 jours, surpassant le record de Fast and Furious 7 qui avait mis 17 jours pour dépasser ce seuil. Ce record a été battu par Star Wars, épisode VII qui a mis 12 jours pour atteindre le milliard. Durant son 6e week-end de projection, le film détrône Fast-and-Furious 7 (1 511 726 205$) sorti la même année, et devient le 3e plus gros succès du box office mondial devant Avengers (2012) le 22 juillet 2015 mais il est rétrogradé à la 4e place par Star Wars, épisode VII début janvier 2016.
| Pays ou région    | Box-office                            | Date d'arrêt du box-office | Nombre de semaines |
| ----------------- | ------------------------------------- | -------------------------- | ------------------ |
| États-Unis Canada | 652 270 625 $ pour 77 374 000 entrées | 19 novembre 2015           | 23                 |
| France            | 5 204 879 entrées                     | 9 septembre 2015           | 13                 |
| Corée du Sud      | 42 836 759 $                          | 2 août 2015                | 8                  |
| Royaume-Uni       | 99 669 369 $                          | 16 août 2015               | 10                 |
| Chine             | 228 740 000 $                         | 27 août 2015               | 5                  |
| Italie            | 16 723 119 $                          | 23 août 2015               | 11                 |
| Australie         | 38 978 832 $                          | 16 août 2015               | 10                 |
| Total mondial     | 1 671 713 208 $                       | 19 novembre 2015           | 23                 |

## Distinctions
Source : Internet Movie Database

### Récompenses et Nominations
| Distinctions du film Jurassic World | Distinctions du film Jurassic World                                  | Distinctions du film Jurassic World                                                  | Distinctions du film Jurassic World                                              | Distinctions du film Jurassic World |                               |                                                                      |                                                                     |
| Années                              | Évènements                                                           | Catégorie / Récompense                                                               | Nommé(es) / Lauréat(es)                                                          | Résultats                           |                               |                                                                      |                                                                     |
| ----------------------------------- | -------------------------------------------------------------------- | ------------------------------------------------------------------------------------ | -------------------------------------------------------------------------------- | ----------------------------------- | ----------------------------- | -------------------------------------------------------------------- | ------------------------------------------------------------------- |
| 2015                                | Golden Trailer Awards                                                | Meilleur spot télévisé de blockbuster de l’été                                       | Jurassic World                                                                   | Lauréat                             |                               |                                                                      |                                                                     |
| 2015                                | Golden Trailer Awards                                                | Meilleur blockbuster de l'été 2015                                                   | Jurassic World                                                                   | Nomination                          |                               |                                                                      |                                                                     |
| 2015                                | Golden Trailer Awards                                                | Meilleure musique originale                                                          | Jurassic World                                                                   | Nomination                          |                               |                                                                      |                                                                     |
| 2015                                | Golden Schmoes Awards                                                | Golden Schmoes du film le plus surestimé de l'année                                  | Jurassic World                                                                   | Lauréat                             |                               |                                                                      |                                                                     |
| 2015                                | Golden Schmoes Awards                                                | Meilleur film de science-fiction de l'année                                          | Jurassic World                                                                   | Nomination                          |                               |                                                                      |                                                                     |
| 2015                                | Golden Schmoes Awards                                                | Meilleurs effets spéciaux de l'année                                                 | Jurassic World                                                                   | Nomination                          |                               |                                                                      |                                                                     |
| 2015                                | Golden Schmoes Awards                                                | La plus grande déception de l'année                                                  | Jurassic World                                                                   | Nomination                          |                               |                                                                      |                                                                     |
| 2015                                | Golden Schmoes Awards                                                | Meilleure bande-annonce de l'année                                                   | Jurassic World                                                                   | Nomination                          |                               |                                                                      |                                                                     |
| 2015                                | Golden Schmoes Awards                                                | Meilleur DVD / Blu-Ray de l'année                                                    | Jurassic World                                                                   | Nomination                          |                               |                                                                      |                                                                     |
| 2015                                | Hollywood Film Awards                                                | Meilleurs effets visuels de l'année                                                  | Tim Alexander                                                                    | Lauréat                             |                               |                                                                      |                                                                     |
| 2015                                | Hollywood Post Alliance                                              | Meilleurs effets visuels dans un long métrage                                        | Tim Alexander, Martyn 'Moose' Culpitt, Kevin Martel, Glen McIntosh et Tony Plett | Nomination                          |                               |                                                                      |                                                                     |
| 2015                                | IGN Summer Movie Awards                                              | Meilleur film de science-fiction                                                     | Jurassic World                                                                   | Nomination                          |                               |                                                                      |                                                                     |
| 2015                                | International Online Cinema Awards (INOCA)                           | Meilleurs effets visuels                                                             | Jurassic World                                                                   | Nomination                          |                               |                                                                      |                                                                     |
| 2015                                | Livre Guinness des records                                           | Le temps le plus rapide pour un film de gagner 1 milliard de $ au box-office mondial | Steven Spielberg et Colin Trevorrow                                              | Lauréat                             |                               |                                                                      |                                                                     |
| 2015                                | Livre Guinness des records                                           | Recettes les plus élevées du samedi pour un film                                     | Steven Spielberg et Colin Trevorrow                                              | Lauréat                             |                               |                                                                      |                                                                     |
| 2015                                | Livre Guinness des records                                           | Recettes les plus élevées du dimanche                                                | Steven Spielberg et Colin Trevorrow                                              | Lauréat                             |                               |                                                                      |                                                                     |
| 2015                                | Livre Guinness des records                                           | Recette moyenne la plus élevée par cinéma                                            | Steven Spielberg et Colin Trevorrow                                              | Lauréat                             |                               |                                                                      |                                                                     |
| 2015                                | Livre Guinness des records                                           | Le film le plus rapide à atteindre 100 millions de $ de recettes                     | Steven Spielberg et Colin Trevorrow                                              | Lauréat                             |                               |                                                                      |                                                                     |
| 2015                                | Livre Guinness des records                                           | Le film le plus rapide à atteindre 200 millions de $ de recettes                     | Steven Spielberg et Colin Trevorrow                                              | Lauréat                             |                               |                                                                      |                                                                     |
| 2015                                | Livre Guinness des records                                           | Le week-end d'ouverture national le plus rentable de tous les temps                  | Steven Spielberg et Colin Trevorrow                                              | Lauréat                             |                               |                                                                      |                                                                     |
| 2015                                | Phoenix Film Critics Society                                         | Meilleurs effets visuels                                                             | Jurassic World                                                                   | Nomination                          |                               |                                                                      |                                                                     |
| 2015                                | Rondo Hatton Classic Horror Awards                                   | Meilleur film                                                                        | Colin Trevorrow                                                                  | Nomination                          |                               |                                                                      |                                                                     |
| 2015                                | San Diego Film Critics Society                                       | Meilleurs effets visuels                                                             | Jurassic World                                                                   | Nomination                          |                               |                                                                      |                                                                     |
| 2015                                | Teen Choice Awards                                                   | Meilleur film de l'été                                                               | Jurassic World                                                                   | Nomination                          |                               |                                                                      |                                                                     |
| 2015                                | Teen Choice Awards                                                   | Meilleur acteur de l'été                                                             | Chris Pratt                                                                      | Nomination                          |                               |                                                                      |                                                                     |
| 2015                                | Teen Choice Awards                                                   | Meilleure actrice de l'été                                                           | Bryce Dallas Howard                                                              | Nomination                          |                               |                                                                      |                                                                     |
| 2015                                | Teen Choice Awards                                                   | Meilleur vilain                                                                      | Vincent D'Onofrio                                                                | Nomination                          |                               |                                                                      |                                                                     |
| 2015                                | Teen Choice Awards                                                   | Meilleure crise de colère                                                            | Bryce Dallas Howard                                                              | Nomination                          |                               |                                                                      |                                                                     |
| 2015                                | Women Film Critics Circle                                            | WFCC Award des pires images féminines dans un film                                   | Bryce Dallas Howard                                                              | Lauréat                             |                               |                                                                      |                                                                     |
| 2015                                | World Soundtrack Awards                                              | Meilleur compositeur de l'année                                                      | Michael Giacchino                                                                | Lauréat                             |                               |                                                                      |                                                                     |
| 2016                                | Academy of Science Fiction, Fantasy and Horror Films - Saturn Awards | Saturn Award du meilleur jeune acteur                                                | Ty Simpkins                                                                      | Lauréat                             |                               |                                                                      |                                                                     |
| 2016                                | Academy of Science Fiction, Fantasy and Horror Films - Saturn Awards | Meilleur film de science-fiction                                                     | Jurassic World                                                                   | Nomination                          |                               |                                                                      |                                                                     |
| 2016                                | Academy of Science Fiction, Fantasy and Horror Films - Saturn Awards | Pire réalisation                                                                     | Colin Trevorrow                                                                  | Nomination                          |                               |                                                                      |                                                                     |
| 2016                                | Academy of Science Fiction, Fantasy and Horror Films - Saturn Awards | Pire scénario                                                                        | Derek Connolly, Rick Jaffa, Amanda Silver et Colin Trevorrow                     | Nomination                          |                               |                                                                      |                                                                     |
| 2016                                | Academy of Science Fiction, Fantasy and Horror Films - Saturn Awards | Meilleur montage                                                                     | Kevin Stitt                                                                      | Nomination                          |                               |                                                                      |                                                                     |
| 2016                                | Academy of Science Fiction, Fantasy and Horror Films - Saturn Awards | Meilleurs décors                                                                     | Ed Verreaux                                                                      | Nomination                          |                               |                                                                      |                                                                     |
| 2016                                | Academy of Science Fiction, Fantasy and Horror Films - Saturn Awards | Art Directors Guild                                                                  | Meilleurs décors dans un film fantastique                                        | Nomination                          | Jurassic World                |                                                                      |                                                                     |
| 2016                                | Critics' Choice Movie Awards                                         | Meilleur film d'action                                                               | Jurassic World                                                                   | Nomination                          |                               |                                                                      |                                                                     |
| 2016                                | Critics' Choice Movie Awards                                         | Meilleure actrice dans un film d'action                                              | Jurassic World                                                                   | Nomination                          | Bryce Dallas Howard           |                                                                      |                                                                     |
| 2016                                | Critics' Choice Movie Awards                                         | Meilleurs effets visuels                                                             | Jurassic World                                                                   | Nomination                          |                               |                                                                      |                                                                     |
| 2016                                | Critics' Choice Movie Awards                                         | Empire Awards                                                                        | Meilleur film fantastique ou de science-fiction                                  | Nomination                          | Jurassic World                |                                                                      |                                                                     |
| 2016                                | Critics' Choice Movie Awards                                         | Empire Awards                                                                        | Meilleurs effets visuels                                                         | Nomination                          | Jurassic World                |                                                                      |                                                                     |
| 2016                                | Huading Awards                                                       | Meilleure actrice mondiale dans un film                                              | Bryce Dallas Howard                                                              | Nomination                          | Lauréat                       |                                                                      |                                                                     |
| 2016                                | Jupiter Award                                                        | Meilleur film international                                                          | Jurassic World                                                                   | Nomination                          | Nomination                    |                                                                      |                                                                     |
| 2016                                | Kids' Choice Awards                                                  | Film préféré                                                                         | Jurassic World                                                                   | Nomination                          | Nomination                    |                                                                      |                                                                     |
| 2016                                | Kids' Choice Awards                                                  | Acteur de cinéma préféré                                                             | Chris Pratt                                                                      | Nomination                          | Nomination                    |                                                                      |                                                                     |
| 2016                                | Film de l'année                                                      | Jurassic World                                                                       | Nomination                                                                       | Nomination                          | Nomination                    |                                                                      |                                                                     |
| 2016                                | Meilleur acteur                                                      | Chris Pratt                                                                          | Nomination                                                                       | Nomination                          | Nomination                    |                                                                      |                                                                     |
| 2016                                | Odyssey Awards                                                       | Pire performance d'acteur                                                            | Nomination                                                                       | -                                   | Visual Effects Society Awards | Meilleur environnement fictif dans un film en prises de vues réelles | Michael Billette, Martyn 'Moose' Culpitt, Yuta Shimizu et Joao Sita |
| 2016                                | Meilleures maquettes dans un projet photoréaliste ou animé           | Aaron Grey, Martin Murphy, Kevin Reuter et Jubinville Steve                          | Nomination                                                                       |                                     | Visual Effects Society Awards |                                                                      |                                                                     |
| 2016                                | Young Artist Awards                                                  | Meilleur jeune acteur dans un long métrage                                           | Nomination                                                                       | Nick Robinson                       |                               |                                                                      |                                                                     |
| 2016                                | Meilleur jeune acteur dans un long métrage                           | Ty Simpkins                                                                          | Nomination                                                                       |                                     |                               |                                                                      |                                                                     |

## Analyse